# Wolf Gang
Wolf Gang est un groupe de rock alternatif et symphonique britannique, originaire de Londres, en Angleterre. Le leader et chanteur est Max McElligott. Le groupe se sépare en 2015.

## Biographie
Après avoir joué avec différents musiciens, McElligott travaille avec les mêmes partenaires depuis 2009 : Lasse Petersen (batterie), qui jouait auparavant avec The Rakes, Gavin Slater (guitare) et James Wood (basse). Lors de tournées, le groupe accueille aussi un claviériste, Beau Holland. 
Le premier album de Wolf Gang, Suego Faults, est publié le 25 juillet 2011,, sous le label Atlantic Records. L'album atteint la 96e place de l'UK Album Chart.
En février 2013, le groupe signe un contrat d'enregistrement avec le label américain Cherrytree Records, filiale d'Interscope Records, et a écrit et enregistré son deuxième album la même année. Il est écrit et enregistré par McElligott uniquement, et co-produit par Dave Fridmann et Max McElligott. Un EP, intitulé Black River, qui contient trois titres de l'album, est sorti en avril 2014. 

## Performances
Wolf Gang a collaboré avec certains des plus grands noms de l'industrie musicale, tels que Coldplay, Florence and the Machine, The Killers, The Naked and Famous, Bastille, Keane, Metric et Ellie Goulding. Ils sont arrivés en tête d'affiche au Royaume-Uni lors de la promotion de leur premier album, et étaient en vedette du NME Radar Tour en fin d'année 2011. Ils ont également effectué des tournées en Europe et en Amérique du Nord. 
En 2010, ils participent au Parklife Festival en Australie, et ont effectué leurs propres concerts à guichets fermés en Nouvelle-Zélande. Leur dernière tournée des États-Unis en octobre 2012 a commencé avec un concert à guichets fermés à la prestigieuse Troubadour venue à Los Angeles, et a fini avec un concert à guichets fermés à Austin (Texas).
En 2011, ils jouent deux concerts à guichets fermés au London's White Heat Night. Collaboration avec The Naked and Famous lors des NME Awards en février 2011, ainsi que lors de leur tournée en Allemagne et au Royaume-Uni. Collaboration avec Editors au Royal Albert Hall le 26 mars 2011, en faveur de l'association anglaise Teenage Cancer Trust. Collaboration avec The Killers lors du Calling Festival au London's Hyde Park en juin 2011. Collaboration avec les Scissor Sisters au théâtre de l'Olympia de Dublin, en juin 2011, dans le cadre du Arthur's Day Music Festival.
Ils participent à de nombreux festivals tels que Rock en Seine, Lowlands, Coachella Festival, V Festival, Glastonbury, Bestival, T in the Park, Slottsfjell, Pukkelpop, Calling Festival and SXSW. Un concert à guichets fermés pour le show final du NME Awards au KOKO à Londres. Ils effectuent les premières parties de Coldplay aux États-Unis, lors de la deuxième étape de la tournée pour leur album Mylo Xyloto, pendant l'été 2012 Collaboration avec Keane pour leur tournée en Angleterre en novembre et décembre 2012. Ils jouent avec Bastille pour leur tournée aux États-Unis en mai et juin 2014

## Discographie

### Albums studio
- 2011 : Suego Faults (Atlantic Records)
- 2014 : Alveron (Cherrytree Records)[15]

### Singles
- 2011 : Pieces of You (Neon Gold Records)[16]
- 2011 : Lions in Cages (Atlantic Records)[17]
- 2011 : Dancing with the Devil (Atlantic Records)[17]
- 2011 : The King and All of His Men (Atlantic Records)[17]
- 2011 : Back to Back (Atlantic Records)